# (19976) 1989 TD
1989 تي دي (ويعرف أيضًا باسم (19976) 1989 تي دي وفق تسمية الكوكب الصغير) (بالإنجليزية: 1989 TD)‏ هو كويكب ضمن حزام الكويكبات؛ وترتيبه 19976 من حيث الاكتشاف.
اكتُشف هذا الجُرم الفلكي بواسطة يوهان إم. باور ‏ في 4 أكتوبر 1989.

## وصلات خارجية
- (19976) 1989 TD في قاعدة بيانات مختبر الدفع النفاث لأجرام النظام الشمسي الصغيرة

- الاكتشاف · مخطط المدار ·  العناصر المدارية · المعلمات المادية

- (19976) 1989 TD على موقع ويكي سكاي: DSS2, SDSS, GALEX, IRAS, Hydrogen α, X-Ray, Astrophoto, Sky Map, Articles and images